# Zaken tegen Israël bij internationale hoven
Tegen Israël zijn bij internationale hoven, zoals het Internationaal Gerechtshof (ICJ) en het Internationaal Strafhof (ICC), zaken aanhangig gemaakt. Een van de beschuldigingen is die van genocide tegen de Palestijns bevolking. Genocide, ook wel 'volkerenmoord', is een misdrijf in het internationaal recht.
Als lid van de Verenigde Naties hebben Palestina en Israël automatisch het recht op te treden als partij in zaken die bij het ICJ aanhangig zijn gemaakt. Israël heeft het Internationaal Strafhof niet erkend, maar omdat Palestina dat wel heeft is het ICC bevoegd te beoordelen of Israëliërs genocide en oorlogsmisdaden hebben gepleegd in de Palestijnse gebieden.

## Internationaal Strafhof

### Aanloop naar de aanklachten en vooronderzoek
In de loop van het conflict in de Gazastrook in 2014 publiceerde de VN Speciaal Adviseur voor Preventie van Genocide een waarschuwing naar aanleiding van de flagrante haat speech in de sociale media tegen met name de Palestijnen die zou kunnen leiden tot dehumanisering en het vermoorden van leden van deze etnische groep. Al-Haq en andere Palestijnse mensenrechtenorganisaties riepen op tot vervolging door het ICC wegens genocide. Tientallen overlevenden van de Holocaust en honderden nakomelingen beschuldigden Israël van genocide vanwege de dood van meer dan 2.000 Palestijnen in die oorlog. De Boliviaanse president Evo Morales beschuldigde Israël eerder al van genocide naar aanleiding van het conflict in de Gazastrook 2008-2009, herhaalde dit in 2014 en riep de ambassadeur terug uit Israël.
In januari 2015 maakte het hof bekend dat het een vooronderzoek ging openen. Volgens het hof zou dit kunnen leiden tot een aanklacht tegen beambten in Palestina en Israël. De Israëlische minister Avigdor Lieberman veroordeelde de beslissing en noemde deze 'schandalig'. Hij zei dat deze louter bedoeld was om Israël schade te berokkenen aan zijn recht op zelfverdediging tegen terreur en alleen gemotiveerd door anti-Israëlische overwegingen. De Verenigde Staten veroordeelde de beslissing als "tragische ironie". Veel Europese landen – zelf aangesloten bij het ICC – reageerden ook teleurgesteld; zij argumenteerden, dat het inschakelen van het hof een obstakel naar vrede zou betekenen en de onderhandelingen zou torpederen.
Met ingang van 1 april 2015 werd Palestina lid van het Internationaal Strafhof (ICC). De jurisdictie van het ICC over de Palestijnse gebieden zou met terugwerkende kracht ingaan per 13 juni 2014. Dit is de datum waarop Palestina het ICC verzocht een onderzoek te starten naar mogelijke oorlogsmisdaden, gepleegd door Israël in de Palestijnse gebieden. De periode zou daarmee ook de 50 dagen lange oorlog van 2014 omvatten. Niet alleen mogelijke oorlogsmisdaden van Israëlische zijde, maar ook van Palestijnse zijde zouden in het onderzoek worden betrokken. In tegenstelling tot het Internationaal Gerechtshof, kan het Internationaal Strafhof geen onderzoek doen naar misdaden van staten, maar alleen naar  die van specifieke personen.
In mei 2015 maakte de toenmalige aanklager van het ICC Fatou Bensouda bekend dat  Israël weigerde mee te werken aan het vooronderzoek. De Israëlische premier Benjamin Netanyahu waarschuwde dat Israël het ICC zou maken tot "een deel van het probleem en niet een deel van de oplossing". Direct nadat het ICC een onderzoekscomité had gevormd zei Netanyahu, dat hij had besloten een media-campagne tegen het ICC en zijn aanklager te starten.

### Aanklachten
Op 23 november 2015 dienden de vier Palestijnse mensenrechtenorganisaties Al-Haq, Al Mezan, Aldameer en PCHR bij het ICC een verzoek in om met spoed een formeel onderzoek in te stellen naar mogelijke misdaden tegen de menselijkheid en oorlogsmisdaden die volgens hen waren gepleegd door Israëlische militairen en civiele autoriteiten gedurende de Gaza-oorlog van 2014, bekend als "Operation Protective Edge". Tot de te onderzoeken misdaden behoorde ook de misdaad van genocide. Deze term is gedefinieerd in artikel 6 van het Statuut van Rome.
Op 23 november 2022 stuurden circa 200 Palestijnse, regionale en internationale organisaties een open brief aan de aanklager. In de brief riepen zij hem op de Israëlische wet van oktober 2021, die zes prominente Palestijnse organisaties aanmerkt als terroristische organisatie, te veroordelen en vervolging van Palestijnse organisaties door Israël en vermeende misdaden tijdens het militaire offensief in augustus 2022 in Gaza in het lopende onderzoek mee te nemen en dit onderzoek te bespoedigen.
Op 23 februari 2023 verzochten 35 Palestijnse organisaties, naar aanleiding van Israëlische militaire aanvallen op onder andere vluchtelingenkampen en de stad Nablus op de Westoever in januari en februari, gezamenlijk de aanklager van het ICC Karim Ahmad Khan het onderzoek naar de situatie in Palestina te versnellen en een verklaring te doen uitgaan om nog meer misdaden van Israël tegen de Palestijnen te voorkomen. Het aantal Palestijnen dat door de IDF en kolonisten was gedood was snel opgelopen. Ook klaagden de organisaties over het vasthouden van lichamen van gedode Palestijnen en het wegvoeren van gewonden uit ziekenhuizen.
Op 10 oktober bevestigde Karim Ahmad Khan voor het eerst dat het reeds lopende onderzoek naar vermeende oorlogsmisdaden ook op het conflict sinds 7 oktober binnen het mandaat viel.
Op 15 oktober 2023 publiceerde een groep van circa 880 academici en beoefenaars in internationaal recht en politiek in TWAIL een publiek statement, waarin zij waarschuwden voor een mogelijke door het Israëlische leger gepleegde genocide in Gaza. Tot de ondertekenaars behoorden ook prominente wetenschappers in Holocaust- en genocide-studies en academici. Zij riepen VN-organisaties, inclusief het kantoor van de Speciale Adviseur voor Preventie van Genocide, en tevens de aanklager van het ICC op om "onmiddellijk in te grijpen, de nodige onderzoeken uit te voeren en waarschuwingsprocedures te starten om de Palestijnse bevolking voor genocide te behoeden". In de verklaring schrijven ze dat "academici al jarenlang hebben gewaarschuwd dat de blokkade van Gaza neerkomt op een 'voorstadium van genocide' [prelude to genocide] of een 'genocide in slow-motion' [slow-motion genocide]."
Op 19 oktober 2023 zonden 100 organisaties en zes experts in genocide een verzoek aan het ICC, om met spoed arrestatiebevelen uit te vaardigen tegen Israëlische autoriteiten en militairen die zijn geïdentificeerd in het vooronderzoek en tevens misdaden te onderzoeken en vervolgen die zijn begaan sinds 7 oktober in de Palestijnse gebieden. In de misdaden zouden apartheid en aanzetting tot genocide moeten zijn inbegrepen. De personen die bij naam worden genoemd in verband met aanzetting tot genocide zijn premier Benjamin Netanyahu, militair woordvoerder Daniel Hagari, defensieminister Yoav Gallant, hoofd van de COGAT Ghassan Alian, de Likoed-parlementsleden Nissim Vaturi en Ariel Kallner en minister van Buitenlandse Zaken Eli Cohen.
Op 31 oktober diende Verslaggevers Zonder Grenzen (RSF) bij het ICC een aanklacht in wegens oorlogsmisdaden vanwege het doden van acht Palestijnse journalisten tijdens bombardementen op woongebieden in Gaza en van een Israëlische journalist door Hamas op 7 oktober. Ook ging het om het geheel of deels vernielen van de kantoren van meer dan 50 mediavestigingen in Gaza. Op 22 december volgde een tweede aanklacht voor nog zeven journalisten, waaronder Samer Abu Daqqa. RSF sprak van gerichte homocide van burgers.
Op 9 november 2023 dienden Al-Haq, Al Mezan en het Palestinian Centre for Human Rights bij het ICC een formeel verzoek in tot onderzoek naar vermeende Israëlische apartheid en genocide en een arrestatiebevel te doen uitgaan voor Israëls president Isaac Herzog, premier Benjamin Netanyahu en defensieminister Yoav Gallant. Het verzoek refereerde aan de meer dan 10.500 Palestijnen die in de eerste maand van de Gaza-oorlog in 2023 waren gedood. In het verzoek werd gevraagd het lopende onderzoek uit te breiden naar de blokkade van Gaza, de ontheemding van de bevolking, het gebruik van gifgas en het blokkeren van de levering van voedsel, water, brandstof en elektriciteit. In het verzoek werd gesproken van oorlogsmisdaden en misdaden tegen de menselijkheid, inclusief genocide.

## Internationaal Gerechtshof
Op 29 december 2023 spande Zuid-Afrika bij het Internationaal Gerechtshof (ICJ) een zaak aan tegen Israël, waarin het land ervan werd beschuldigd het Genocideverdrag te hebben geschonden tijdens de Gaza-oorlog. Volgens de aanklacht "zijn de daden en nalatigheden van Israël genocidaal van karakter, daar zij zijn gepleegd met de intentie om Palestijnen in Gaza als substantieel deel van de bredere Palestijnse nationale, raciale en etnische groep te vernietigen …". In het verzoekschrift wordt onder andere een voorlopige voorziening gevraagd om de rechten van het Palestijnse volk onder het Genocideverdrag te waarborgen. Israëls politiek wordt getypeerd als een "75 jaar lange apartheid". Israël wees de aanklacht af als "ongegrond" en noemde het een "bloedsprookje".
De Verenigde Staten hebben in Gaza geen daden waargenomen die op genocide wijzen, zei de woordvoerder van het Amerikaanse ministerie van Buitenlandse Zaken, Matthew Miller, op 3 januari 2024. 
Op 28 maart 2024 vaardigde het Internationaal Gerechtshof  voorlopige maatregelen uit, het riep Israël op om "met onmiddellijke ingang ervoor te zorgen dat zijn leger geen daden begaat die een schending vormen van de rechten van de Palestijnen in Gaza als beschermde groep" onder de Genocide Conventie.